# Мюллюпуро (метростанция)
Метростанция Мюллюпуро(на фински: Myllypuro; на шведски: Kvarnbäcken) е наземна станция на Хелзинкско метро, част от линията Итякескус- Мелунмяки, в столицата на Финландия. Тя обслужва кварталa на Мюллюпуро, източно Хелзинки.
Станцията е откритa в Хелзинки, на 21 октомври 1986. Проектиране е от архитектурното бюро Toivo Karhunen Oy. Намира се на 1.9 километра от Итякескус и на 1.4 км от Контула.

## Транспорт
На метростанцията може да се направи връзка с:
- автобуси с номера: 92, 92N

Метростанцията разполага с 40 паркоместа за автомобила.
- Перонът на метростанция „Мюллюпуро“
- Входът на метростанция „Мюллюпуро“
- Перонът на метростанция „Мюллюпуро“

|  | Тази страница частично или изцяло представлява превод на страницата Myllypuro metro station в Уикипедия на английски. Оригиналният текст, както и този превод, са защитени от Лиценза „Криейтив Комънс – Признание – Споделяне на споделеното“, а за съдържание, създадено преди юни 2009 година – от Лиценза за свободна документация на ГНУ. Прегледайте историята на редакциите на оригиналната страница, както и на преводната страница, за да видите списъка на съавторите. ВАЖНО: Този шаблон се отнася единствено до авторските права върху съдържанието на статията. Добавянето му не отменя изискването да се посочват конкретни източници на твърденията, които да бъдат благонадеждни. |